# 北本隆雄
北本 隆雄（きたもと たかお、1995年1月12日 - ）は、札幌テレビ放送のアナウンサー、防災士。大阪府出身。身長174cm、血液型はO型。

## 略歴・人物
- 大阪府立旭高等学校、立命館大学産業社会学部卒業。在学中は立命館大学放送局（RBC）に所属。第30回NHK全国大学放送コンテストではアナウンス部門2位に選ばれた経験がある[1]。そのほかに高校生に大学の広報をする団体に所属していた。
- 2017年4月入社。同期入社は佐藤宏樹。
- 2018年9月に発生した北海道胆振東部地震の震災中継レポートなどが評価され、第40回NNSアナウンス大賞「新人部門」の最優秀賞を受賞した。
- 2019年4月からどさんこワイド179のフィールドキャスターとして、主に生中継のコーナーを担当。宮永真幸アナウンサー不在の際、ニュースを担当している。またメインMCや『奥さん!お絵かきですよ』の進行代理を担当することもある。
- STV公式サイトのアナウンサーブログ[2]の執筆に力を入れている。

## 出演番組

### テレビ
- どさんこワイド - リポーター（2019年4月 - ）
- STVニュース（2017年 - 、不定期）

### ラジオ
- イイ唄イロイロ歌謡曲
- STVニュース（2017年 - 、不定期）
- こころラウンジ

## 過去の出演番組

### テレビ
- どさんこワイド!!朝!（2018年4月2日 - 2019年3月、スポーツキャスター兼任）
- ハッピーおとどけ隊（2017年 - 不定期キャスター）

### ラジオ
- GO!GO!コンサドーレ（吉川アナウンサーの代演）
- 工藤じゅんきの十人十色（工藤じゅんきの代演）
- GOOD DAYS MUSIC あの頃の名曲たち（2019年9月、黒岩孝康の代演）
- まるごと!エンタメ〜ション （2021年8月27日、佐々木たくおの代演）
  - ようじのぢかん
    - 4月第4週（2022年4月25日 - 29日）
    - 5月第1週（2023年5月1日 - 5日）
- アタックヤング60（2022年7月度　マンスリーパーソナリティ）